# Walter Donaldson (compositeur)
 (décembre 2023).
La mise en forme du texte ne suit pas les recommandations de Wikipédia : il faut le « wikifier ».
Les points d'amélioration suivants sont les cas les plus fréquents :
- Les titres sont pré-formatés par le logiciel. Ils ne sont ni en capitales, ni en gras.
- Le texte ne doit pas être écrit en capitales (les noms de famille non plus), ni en gras, ni en italique, ni en « petit »…
- Le gras n'est utilisé que pour surligner le titre de l'article dans l'introduction, une seule fois.
- L'italique est rarement utilisé : mots en langue étrangère, titres d'œuvres, noms de bateaux, etc.
- Les citations ne sont pas en italique mais en corps de texte normal. Elles sont entourées par des guillemets français : « et ».
- Les listes à puces sont à éviter, des paragraphes rédigés étant largement préférés. Les tableaux sont à réserver à la présentation de données structurées (résultats, etc.).
- Les appels de note de bas de page (petits chiffres en exposant, introduits par l'outil «  Source ») sont à placer entre la fin de phrase et le point final[comme ça].
- Les liens internes (vers d'autres articles de Wikipédia) sont à choisir avec parcimonie. Créez des liens vers des articles approfondissant le sujet. Les termes génériques sans rapport avec le sujet sont à éviter, ainsi que les répétitions de liens vers un même terme.
- Les liens externes sont à placer uniquement dans une section « Liens externes », à la fin de l'article. Ces liens sont à choisir avec parcimonie suivant les règles définies. Si un lien sert de source à l'article, son insertion dans le texte est à faire par les notes de bas de page.
- La présentation des références doit suivre les conventions bibliographiques. Il est recommandé d'utiliser les modèles {{Ouvrage}}, {{Chapitre}}, {{Article}}, {{Lien web}} et/ou {{Bibliographie}}. Le mode d'édition visuel peut mettre en forme automatiquement les références.
- Insérer une infobox (cadre d'informations à droite) n'est pas obligatoire pour parachever la mise en page.

Pour une aide détaillée, merci de consulter Aide:Wikification.
Si vous pensez que ces points ont été résolus, vous pouvez retirer ce bandeau et améliorer la mise en forme d'un autre article.
Pour les articles homonymes, voir Walter Donaldson et Donaldson.
Walter Donaldson, né le 15 février 1893, mort le 15 juillet 1947 est un auteur-compositeur populaire prolifique américain et fondateur d'une société d'édition, composant de nombreuses chansons à succès des années 1910 aux années 1940, qui sont devenues des standards et font partie du Great American Songbook.

## Histoire
Walter Donaldson est né à Brooklyn, dans l'État de New York, aux États-Unis, fils d'un professeur de piano. Alors qu'il était encore à l'école, il écrivit de la musique originale pour des productions scolaires et fit publier ses premières chansons professionnelles en 1915. En 1918, il eut son premier grand succès avec The Daughter of Rosie O'Grady.
Pendant la Première Guerre mondiale, Donaldson divertit les troupes au Camp Upton, New York. Son séjour là-bas l'a inspiré à écrire How Ya Gonna Keep 'em Down on the Farm (After They've Seen Paree)? (en).
Après avoir servi dans l'Armée de terre des États-Unis pendant la Première Guerre mondiale, Donaldson a été embauché comme auteur-compositeur par Irving Berlin Music Company. Il resta à Berlin jusqu'en 1928, produisant de nombreuses chansons à succès, puis créa en 1928 sa propre maison d'édition. Bien que la société de Walter Donaldson soit officiellement connue sous le nom de « Donaldson, Douglas & Gumble, Inc. », elle était imprimée en petits caractères aux côtés du nom de Walter Donaldson dans chaque publication.
Donaldson a fréquemment travaillé avec le parolier Gus Kahn, après avoir travaillé ensemble pour la première fois en 1915,.
Donaldson est principalement connu comme compositeur plutôt que comme parolier, bien qu'il ait écrit les paroles et la musique de dizaines de chansons Parmi les grands succès pour lesquels il a écrit à la fois des paroles et de la musique, citons At Sundown (en) et Little White Lies (en). Au cours de sa carrière prolifique, il a publié quelque 600 chansons originales.

## Œuvres
- At Sundown (en)
- The Army's Full of Irish (A Man from Erin Never Runs, He's Irish) (en) (paroles de Bert Hanlon)
- Away Down East in Maine
- Because My Baby Don't Mean 'Maybe' Now
- Carolina in the Morning (en) (paroles de Gus Kahn)
- Can't We Fall in Love (paroles de Harold Adamson)
- Did I Remember (paroles de Harold Adamson)
- Dixie Vagabond (paroles de Gus Kahn)
- Don't Be Angry
- Don't Cry, Frenchy (en) (paroles de Sam M. Lewis et de Joe Young)
- Down Where the South Begins (paroles Gus Kahn)
- Dreamy Delaware (musique par Violinsky (Sol Ginsberg))
- Duke of Kak-I-Ak (paroles de Edgar Leslie)
- Eight Little Letters
- An Ev'ning in Caroline
- For No Reason at All (paroles de Sam M. Lewis et de Joe Young)
- Georgia
- A Girlfriend of a Boyfriend of Mine (paroles de Gus Kahn)
- Give Me Just a Little Bit of What You've Got (paroles de George A. Whiting)
- Give Me My Mammy (paroles de Buddy DeSylva)
- Goodness Gracious Agnes (paroles de Gus Kahn)
- How Ya Gonna Keep 'em Down on the Farm (After They've Seen Paree)? (en) (paroles de Sam M. Lewis et de Joe Young)
- Kansas City Kitty (paroles de Edgar Leslie)
- Little White Lies (en)
- Love Me or Leave Me (paroles de Gus Kahn)
- Makin' Whoopee (paroles de Gus Kahn)
- Maybe It's the Moon (paroles de Robert Wright et Chet Forrest)
- Mississippi Honeymoon (paroles de Gus Kahn)
- Mister Meadowlark (paroles de Johnny Mercer)
- My Baby Just Cares for Me (paroles de Gus Kahn)
- My Blue Heaven (paroles de George A. Whiting)
- My Buddy (en) (paroles de Gus Kahn)
- My Heart and I Decided
- My Little Bimbo Down on a Bamboo Isle (paroles de Grant Clarke)
- My Mammy (paroles de Sam M. Lewis et de Joe Young) (un énorme succès pour Al Jolson)
- My Man from Caroline (paroles de Gus Kahn)
- My Mom
- My Ohio Home (paroles de Gus Kahn)
- My Papa Doesn't Two-Time No Time
- No One to Blame But Myself (paroles de Mitchell Parish)
- Out of the Dawn
- Sam, the Old Accordion Man
- Sweet Jennie Lee
- That Certain Party (paroles de Gus Kahn)
- A Thousand Goodnights
- What Can I Say After I Say I'm Sorry? (paroles de Abe Lyman)
- Why'd Ya Make Me Fall In Love?
- Without That Gal!
- Yes Sir, That's My Baby (paroles de Gus Kahn)
- You're Driving Me Crazy[1],[3]